# تاكانوري أريساوا
تاكانوري أريساوا (有澤孝紀 أريساوا تاكانوري)؛ (2 أبريل 1951 - 26 نوفمبر 2005)، ملحن ياباني.

## وفاته
توفي من سرطان المثانة.

## أعماله في التوكوساتسو
- روبوكون

## أعماله في الأنمي

### مسلسلات أنمي تلفزيونية
- بيكوريمان
- سوبر بيكّوريمان
- كعبول
- تحذير السمكة الذهبية!
- سيلور مون
- سيلور مون R
- سيلور مون S
- سيلور مون SuperS
- سيلور مون سيلور ستارز
- إسأل دكتورة رين!
- تيلز أوف إيتيرنيا ذي أنيميشن
- أبطال الديجيتال الجزء الأول
- أبطال الديجيتال الجزء الثاني
- أبطال الديجيتال الجزء الثالث
- أبطال الديجيتال الجزء الرابع
- مملكة أقلام التلوين

### أوفا أنمي
- أسطورة سيدة المجرة يونا
- نوتاري ماتسوتارو

### أفلام أنمي
- فيلم سيلور مون R
- فيلم سيلور مون S: اجتماع سيلور غارديانز التسع! معجزة بلاك دريم هول
- سيلور مون SuperS
- فيلم ديجيمون أدفنتشر
- فيلم ديجيمون أدفنتشر: لعبتنا الحربية!
- فيلم ديجيمون أدفنتشر 02: هبوط إعصار الديجيمون!!/التطور الفائق!! الديجيمنتال الذهبية
- فيلم ديجيمون أدفنتشر 02: انتقام ديابورومون
- فيلم ديجيمون تيمرز: معركة المغامرون
- فيلم ديجيمون تيمرز: قطار الديجيمون الهائج
- فيلم ديجيمون فرونتير: إعادة إحياء الديجيمون الأثري

## أعماله في ألعاب الفيديو
- سلسلة ألعاب سيلور مون
  - سيلور مون (سوبر فاميكوم)
  - سيلور مون ANOTHER STORY

## وصلات خارجية
- تاكانوري أريساوا على موقع IMDb (الإنجليزية)
- تاكانوري أريساوا على موقع ميوزك برينز (الإنجليزية)
- تاكانوري أريساوا على موقع ديسكوغز (الإنجليزية)
- تاكانوري أريساوا على موقع ANN person (الإنجليزية)
- نسخة محفوظة 6 أكتوبر 2007 على موقع واي باك مشين.